# Opoziv (politika)
Opoziv je postupak kojim zakonodavno tijelo ili drugi zakonski uspostavljeni sud pokreće tužbu protiv javnog službenika zbog lošeg ponašanja. Može se shvatiti kao jedinstven proces koji uključuje i političke i pravne elemente.
U Europi i Latinskoj Americi opoziv je obično ograničen na ministarske dužnosnike budući da jedinstvena priroda njihovih položaja može staviti ministre izvan domašaja zakona za kazneno gonjenje ili njihovo nedolično ponašanje nije kodificirano u zakonu kao kazneno djelo osim kroz jedinstvena očekivanja od njihove visoke dužnosti. Od 1990. do 2020. podignute su najmanje 272 optužbe za opoziv protiv 132 različita poglavara država u 63 zemlje. Većina demokracija (s značajnom iznimkom Sjedinjenih Država) uključuje sudove (često nacionalni ustavni sud) na neki način.
U Latinskoj Americi, koja uključuje gotovo 40% svjetskih predsjedničkih sustava, deset predsjednika iz sedam zemalja uklonjeno je s dužnosti odlukom njihovih nacionalnih zakonodavnih tijela putem opoziva ili proglašenja nesposobnosti između 1978. i 2019.
Nacionalna zakonodavstva razlikuju se u pogledu posljedica i definicije opoziva, ali namjera je gotovo uvijek ekspeditivno napustiti ured. Najčešće se smatra da je dužnosnik opozvan nakon podizanja optužnice, te je potrebna neka vrsta suđenja da bi se dužnosnik uklonio s dužnosti.
Budući da opoziv uključuje odstupanje od normalnih ustavnih postupaka kojima pojedinci postižu visoku dužnost (izbori, ratifikacija ili imenovanje) i budući da općenito zahtijeva natpolovičnu većinu, obično je rezerviran za one za koje se smatra da su počinili ozbiljne zlouporabe svoje dužnosti. U Sjedinjenim Državama, na primjer, opoziv (engl. impeachment) na saveznoj razini ograničen je na one koji su možda počinili „izdaju, podmićivanje ili druga teška kaznena djela i prekršaje” — potonji izraz odnosi se na prekršaje protiv vlade ili ustava, ozbiljne zlouporabe vlasti, povrede javnog povjerenja ili drugi politički zločini, čak i ako nisu kaznena djela protiv kojih se tereti. Prema Ustavu Sjedinjenih Država, Zastupnički dom ima isključivu ovlast opoziva, dok Senat ima isključivu ovlast suditi o opozivu (tj. osloboditi ili osuditi); valjanost suđenja opozivu političko je pitanje koje se ne može suditi (tj. ne može ga preispitivati sud). U Sjedinjenim Državama, opoziv je pravni, a ne kazneni postupak.
Opoziv je predviđen ustavnim zakonima mnogih zemalja, uključujući države kao što su: Brazil, Francuska, Indija, Irska, Filipini, Rusija, Južna Koreja i Sjedinjene Američke Države. Razlikuje se od procedure izglasavanja nepovjerenja koja je dostupna u nekim zemljama, a kojom se izglasavanje nepovjerenja može koristiti za smjenjivanje vlade i njezinih ministara s dužnosti. Takav postupak nije primjenjiv u zemljama s predsjedničkim oblicima vlasti poput Sjedinjenih Američkih Država.